# Список кардиналов, возведённых папой римским Стефаном IX
Кардиналы, возведённые Папой римским Стефаном IX — пять клириков и прелатов были возведены в сан кардинала на одной Консистории за восьмимесячный понтификат Стефана IX.
Согласно Шакону, первое возведение в кардиналы, отмечаемое этим Папой, состоялось 14 марта 1058 года, в Постную субботу, с возведением 2 кардиналов-епископов, 4 кардиналов-священников и 1 кардинала-дьякона. Однако согласно Annuaire Ponticical Catholique, которое говорит, что это было единственное возведение кардиналов такого рода и что оно игнорируется, если то же самое произошло на консистории, как это произошло с тех пор.

## Консистория от 1058 года
- Пётр Дамиани, O.S.B.Cam., аббат монастыря Фонтевеллана, Губбьо (кардинал-епископ Остии)[3];
- Уберто Поджи (кардинал-епископ Палестрины);
- Бруно (кардинал-священник церкви Санта-Сабина)[4];
- Бонифаций (кардинал-священник церкви Сан-Марко);
- Пьетро Альберини, O.S.B.Cas. (титулярная церковь неизвестна);
- Бенедетто (титулярная церковь неизвестна);
- Джованни (титулярная церковь неизвестна);
- Джованни (титулярная церковь неизвестна);
- Угобальдо дельи Обици (титулярная церковь неизвестна)[5];
- Пьетро (титулярная церковь неизвестна);
- Риккардо (титулярная церковь неизвестна);
- Альберих из Монтекассино, O.S.B.Cas. (титулярная диакония неизвестна);
- Джованни  (титулярная диакония неизвестна).